# 多枝泡指海葵
多枝泡指海葵（学名：Physobrachia ramsayi）为大海葵科泡指海葵属的动物。分布于日本、澳大利亚以及南海西沙群岛等。